# Siège de Lille (1708)
Pour les articles homonymes, voir Siège de Lille.
Guerre de Succession d'Espagne
Batailles
Campagnes de Flandre et du Rhin
- Landau (1702)
- Friedlingen (1702)
- Kehl (1703)
- Ekeren (1703)
- Höchstädt (1703)
- Spire (1703)
- Schellenberg (Donauworth) (1704)
- Blenheim (1704)
- Landau (1704)
- Vieux-Brisach (1704)
- Eliksem (1705)
- Ramillies (1706)
- Stollhofen (1707)
- Cap Béveziers (1707)
- Cap Lizard (1707)
- Audenarde (1708)
- Wynendaele (1708)
- Lille (1708)
- Gand (1708)
- Malplaquet (1709)
- Douai (1710)
- Bouchain (1711)
- Denain (1712)
- Bouchain (1712)
- Douai (1712)
- Landau (1713)
- Fribourg (1713)

Campagnes d'Italie
- Carpi (1701)
- Chiari (1701)
- Crémone (1702)
- Luzzara (1702)
- Verceil (1704)
- Cassano (1705)
- Nice (1705-1706)
- Calcinato (1706)
- Turin (1706)
- Castiglione (1706)
- Toulon (1707)
- Gaeta (1707)
- Cesana (1708)
- Syracuse (1710)

Campagnes d'Espagne et de Portugal
- Cadix (1702)
- Vigo (navale 1702)
- Cap de la Roque (1703)
- Gibraltar (août 1704)
- Ceuta (1704) (es)
- Málaga (1704)
- Gibraltar (1704-1705)
- Marbella (1705)
- Montjuïc (1705)
- Barcelone (1705)
- Badajoz (1705)
- Barcelone (1706)
- Murcie (1706) (es)
- El Albujón (1706) (es)
- Santa Cruz de Ténérife (1706) (en)
- Almansa (1707)
- Xàtiva (1707)
- Ciudad Rodrigo (1707) (en)
- Lérida (1707)
- Tortosa (1708)
- Minorque (1708)
- Gudiña (1709)
- Almenar (1710)
- Saragosse (1710)
- Brihuega (1710)
- Villaviciosa (1710)
- Barcelone (1713-1714)

Campagnes de Hongrie
- Saint-Gotthard (1703) (en)
- Biskupice (1704) (en)
- Smolenice (1704) (en)
- Koroncó (1704) (en)
- Zsibó (1705) (en)
- Saint-Gotthard (1705) (en)
- Trenčín (1708) (en)

Antilles et Amérique du sud
- Santa Marta (1702)
- Guadeloupe (1703)
- Nassau (1703)
- Colonia del Sacramento (1704)
- Carthagène (1708)
- Rio (1710)
- Carthagène (1711)
- Rio (1711)
- Cassard (1712)

Le siège de Lille a lieu durant la guerre de Succession d'Espagne : les armées Impériales prennent la ville française après un siège inhabituellement long et au prix de pertes considérables. La route de Paris est désormais ouverte à l'invasion, mais la nécessité de consolider les conquêtes en Flandre et l'imminence de l'hiver imposent de reporter la suite des opérations au printemps 1709.

## Prélude
Après la bataille d'Audenarde, la route de France est désormais dégagée, le prince Eugène de Savoie marche vers le sud dans les jours qui suivent avec 75 000 hommes pour porter le combat sur le territoire français.

## Le siège

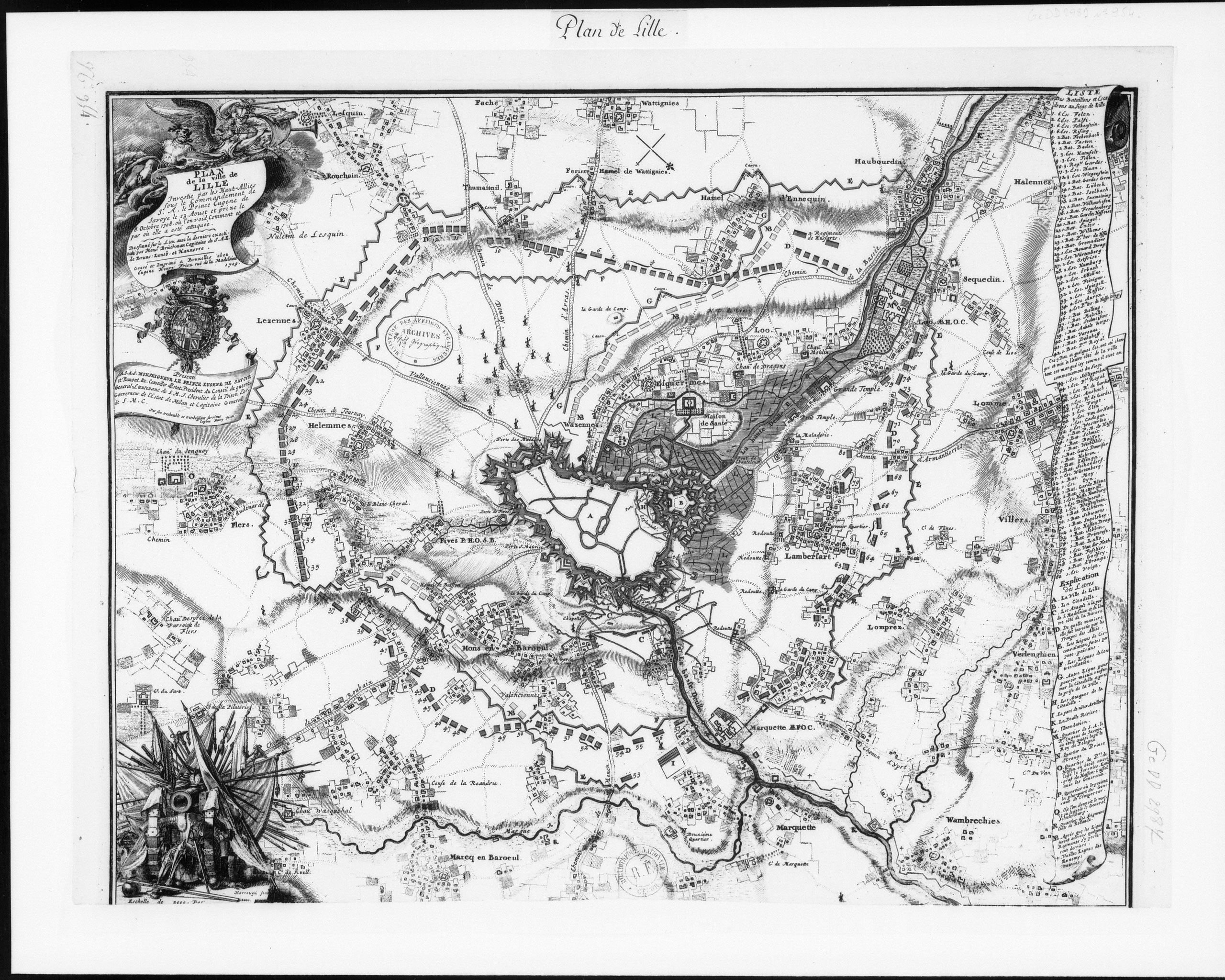
Lignes de circonvallation autour de Lille

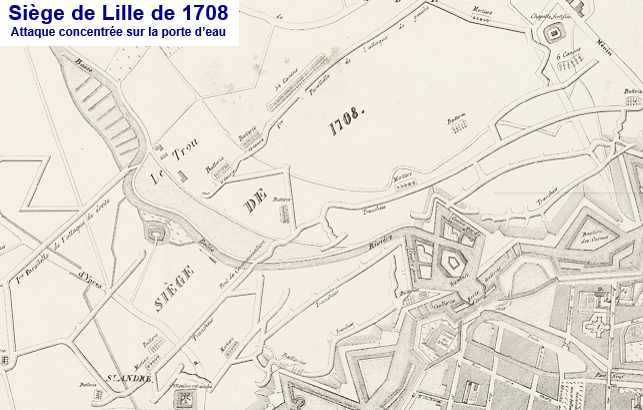
Siège de 1708 concentration vers la porte d'eau

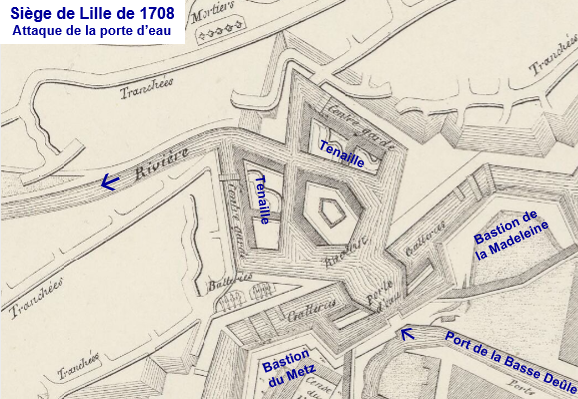
Attaque de la porte d'eau

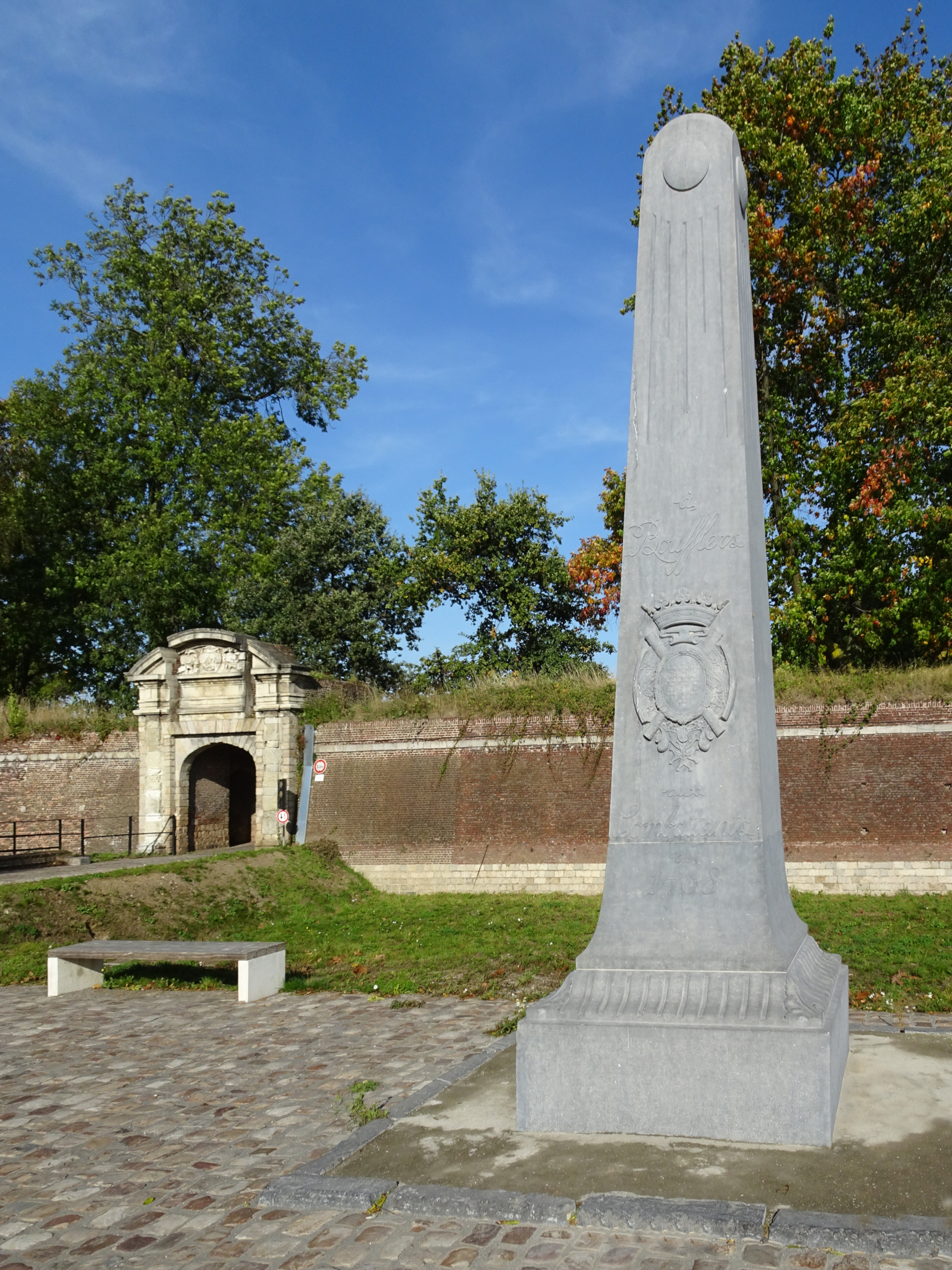
Monument sur l'esplanade de Lille : à Boufflers, aux combattants de 1708.

Le 15 juillet Marlborough franchit la frontière et le prince Eugène prépare à Bruxelles le matériel pour faire le siège de Lille.
La ville est mise en état de défense, les écluses de la Deûle sont ouvertes pour remplir la zone d'inondation.
Le maréchal de Boufflers, gouverneur de Lille, arrive de Versailles le 28 juillet avec un contingent de 9 000 hommes alors que, d'après un mémoire de Vauban, il faudrait 12 000 fantassins et 1 200 cavaliers pour défendre la ville. Le 31 juillet, le Magistrat emprunte 6 000 écus et fait entrer des vivres dans la ville. Cependant, les bourgeois de la ville  refusent de participer activement à la défense de la place. Les abords de l'enceinte sont dégagés (arbres coupés, maisons incendiées). Une redoute est construite au nord de la porte Saint-André. Le prince Eugène et Marlborough arrivent devant la ville le 12 août. À partir des 14 août et 15 août des lignes de circonvallation sont établies autour de la ville par les villages environnants (Haubourdin, Thumesnil, Ronchin, Flers, Mons-en-Barœul, Loos, Lompret, Lambersart). Cependant, en raison de la longueur développée, l'armée du prince Eugène ne peut s'établir que sur une seule ligne avec des intervalles entre les bataillons.
L'attaque principale se concentre au nord-est de l'enceinte entre les ouvrages à corne de Saint-André et de La Madeleine par où passe la porte d'eau en sortie du port de la Basse Deûle. Une première tranchée est ouverte le 22 août sous le feu des assiégés réfugiés dans la chapelle de la Madeleine et dans la cense de la Vacquerie. Ces deux positions sont enlevées par les assiégeants dans la nuit du 24 au 25 août. Le 27 août, le feu des canons commence à ouvrir des brèches dans les deux bastions entourant la porte d'eau, bastion du Metz à l'ouest, bastion de la Madeleine à l'est. Les habitants des quartiers de Saint-André et de La Madeleine se réfugient dans des quartiers moins exposés. Une deuxième tranchée parallèle plus proche de de 80 toises (environ 150 mètres de l'enceinte est ensuite créée. Les assiégés effectuent des sorties souvent couronnées de succès contre les têtes de sapes mais ils ne disposent que de 50 canons contre les attaquants qui en alignent 115 et possèdent de plus 64 mortiers ou obusiers.
À la fin du mois de septembre 1708, Boufflers envoie un appel à l'aide au Chevalier de Luxembourg : ce dernier, avec 2 000 cavaliers, parvient à forcer les lignes anglo-autrichiennes et apporte un chargement de 40 000 livres de poudre aux assiégés (épisode de l’affaire des poudres).
Après plusieurs contre-attaques des assiégés, le Prince Eugène se rend maître le 22 octobre des tenailles et du ravelin entourant la porte d'eau. Boufflers décide la capitulation de la ville qui manquait de munitions après 71 jours de siège de défense dont 62 de tranchée ouverte. Deux capitulations distinctes sont établies, l'une militaire qui prévoit que la garnison de retirerait dans la Citadelle, l'autre concernant la ville et la châtellenie.
Entre-temps l'arrivée début septembre de l'armée de 120 000 hommes du duc Bourgogne assisté du duc de Vendôme et de Berwick avait donné espoir aux assiégés mais malgré sa supériorité numérique Vendôme avait renoncé à l'attaque.
Le 23 octobre 1708, sept représentants de l'administration municipale apportent à Marquette le texte de la capitulation dont les principales dispositions furent acceptées par les députés hollandais. Le prince Eugène fit son entrée solennelle dans la ville 28 octobre 1708.
Boufflers se replie dans la Citadelle le 25 octobre 1708 avec 4 500 hommes. L'assiégeant prépare l'attaque en creusant trois tranchées parallèles sur l'esplanade. Boufflers capitule le 9 décembre 1708 ayant épuisé vivres et munitions, également sur le conseil du Roi dans une lettre du 1er décembre 1708.
Le retour du maréchal de Boufflers à la cour de Versailles à la suite de la chute de Lille devait fournir au duc de Saint Simon la matière d'un parallèle cinglant entre le duc de Vendôme, toujours imbu de lui-même après la défaite d'Audenarde qu'il avait reçue malgré une supériorité numérique et une avance considérable sur l'ennemi, et les excuses du maréchal de Boufflers au roi, alors qu'il venait de soutenir un siège désespéré pendant plusieurs mois et s'était retiré avec les honneurs.

## Conséquences
Marlborough et le prince Eugène se retournent alors vers Gand, où les troupes battues à Audenarde se sont repliées, et s'emparent de cette place le 29 décembre 1708.
Les Français doivent évacuer la Flandre et le Hainaut. Mais Louis XIV refuse les conditions de paix humiliantes qui lui sont proposées, il tente de reprendre Mons dès l'année suivante, avec de nouveaux généraux.
Les troupes du duc de Marlborough et d'Eugène de Savoie s'avancèrent fréquemment aux portes d'Abbeville, rançonnant les fermes et les villages.
Lille entre sous occupation hollandaise et revient sous souveraineté française par le traité d'Utrecht du 11 avril 1713.